# UFC on ESPN: dos Anjos vs. Fiziev
UFC on ESPN: dos Anjos vs. Fiziev (también conocido como UFC on ESPN 39 y UFC Vegas 58) fue un evento de artes marciales mixtas producido por Ultimate Fighting Championship que tuvo lugar el 9 de julio de 2022 en las instalaciones del UFC Apex en Enterprise, Nevada, parte del área metropolitana de Las Vegas, Estados Unidos.

## Antecedentes
El combate de peso ligero entre el ex Campeón de Peso Ligero de la UFC Rafael dos Anjos y Rafael Fiziev encabezó el evento. Anteriormente estaban programados para encabezar UFC Fight Night: Walker vs. Hill, pero el combate fue pospuesto a UFC 272 debido a problemas de visa con Fiziev. Fiziev se vio de nuevo obligado a retirarse ya que dio positivo por COVID-19 una semana antes de ese evento.
En este evento tenga lugar un combate de peso mosca femenino entre Antonina Shevchenko y Cortney Casey. La pareja estaba programada previamente para enfrentarse en UFC on ESPN: Font vs. Vera, pero el combate se pospuso a este evento debido a que Shevchenko se lesionó la rodilla en un entrenamiento.
Se esperaba que Josh Fremd y Tresean Gore se enfrentaran en un combate de peso medio. Sin embargo, Fremd fue retirado del combate por lesión y sustituido por Cody Brundage.
Se esperaba que el ex Campeón de Peso Gallo de la UFC Cody Garbrandt y Rani Yahya se enfrentaran en un combate de peso gallo. Sin embargo, Yahya se retiró a mediados de junio debido a una lesión en el cuello y el combate se canceló.
Un combate de peso medio entre Jamie Pickett y Abdul Razak Alhassan estaba programado para este evento. Sin embargo, Alhassan se retiró del combate y fue sustituido por Denis Tiuliulin. El combate fue retirado de la cartelera por razones no reveladas y trasladado al UFC 279.
Para este evento estaba previsto un combate en el peso mosca femenino entre Sijara Eubanks y Maryna Moroz. Sin embargo, el combate fue trasladado a UFC Fight Night 211 el 17 de septiembre de 2022 por razones no reveladas.
Se programó un combate de peso pluma entre Austin Lingo y David Onama para el evento. Lingo se retiró durante la semana de lucha, dejando a Onama sin oponente. El recién llegado a la promoción Garrett Armfield fue contratado como su sustituto.
Se esperaba un combate de peso mosca femenino entre Cynthia Calvillo y Nina Nunes en el evento. Sin embargo, el día del evento, Nunes se retiró por enfermedad y el combate fue cancelado.

## Premios de bonificación
Los siguientes luchadores recibieron $50000 dólares.
- Pelea de la Noche: Jamie Mullarkey vs. Michael Johnson
- Actuación de la Noche:  Rafael Fiziev y Chase Sherman